# Joachim Löw
Joachim „Jogi“ Löw (* 3. Februar 1960 in Schönau im Schwarzwald) ist ein ehemaliger deutscher Fußballtrainer und Fußballspieler. Als Spieler war er für den SC Freiburg in der 2. Bundesliga und für andere süddeutsche Vereine auch in der Bundesliga aktiv. Seine Laufbahn als Spieler beendete er in der Schweiz.
Als Trainer war Löw zunächst in der Schweiz tätig, bevor er 1995 beim VfB Stuttgart erst Co-Trainer und anschließend Cheftrainer wurde. Mit dem VfB gewann er 1997 den DFB-Pokal und erreichte 1998 das Finale im Europapokal der Pokalsieger. Nach mehreren Stationen u. a. in der Türkei gewann er 2002 mit dem FC Tirol Innsbruck die österreichische Meisterschaft. Nach einer weiteren Tätigkeit bei Austria Wien wurde er 2004 Co-Trainer der deutschen Nationalmannschaft unter Jürgen Klinsmann und nach der Weltmeisterschaft 2006 dessen Nachfolger als Bundestrainer.
Löw betreute die Nationalmannschaft über 15 Jahre bei drei Weltmeisterschaften (2010, 2014, 2018), vier Europameisterschaften (2008, 2012, 2016, 2021) sowie beim Confed Cup 2017. Er ist der Bundestrainer mit den meisten Spielen (198), den meisten Siegen (124) und den meisten Remis (40). Dabei führte er die Mannschaft 2014 in Brasilien zum vierten WM-Titel, wofür er zum FIFA-Welttrainer des Jahres gewählt wurde, und 2017 in Russland zum einzigen Gewinn des Confed Cups. Die Ära Löw war eine der erfolgreichsten Zeiten für den DFB, in denen bei den WM- und EM-Turnieren zwischen 2005 und 2017 immer mindestens das Halbfinale erreicht wurde. Bei der WM 2018 und der EM 2021, vor der der in den vergangenen Jahren öfter kritisierte Löw seinen Rücktritt angekündigt hatte, kam es jeweils zu einem frühen Ausscheiden in der Vorrunde bzw. im Achtelfinale.

## Jugend
Löw ist der älteste von vier Söhnen des selbstständigen Ofensetzers Hans Löw und dessen Frau Hildegard, geb. Lais. Er verbrachte seine Kindheit und Jugend in seinem Geburtsort Schönau im badischen Schwarzwald. Nach der Grundschule besuchte er in Schönau das Gymnasium, das er im Juni 1977 mit der mittleren Reife verließ. Danach schloss er eine Ausbildung zum Groß- und Außenhandelskaufmann ab. Zur selben Zeit war er Ministrant und spielte Fußball für den TuS Schönau 1896 und später für den FC Schönau. Der nächste Schritt auf dem Weg zur Fußballprofikarriere war der Wechsel zu den Sportfreunden Eintracht Freiburg.

## Spielerkarriere
Löws Profikarriere begann 1978 beim SC Freiburg, der gerade in die 2. Fußball-Bundesliga aufgestiegen war. In zwei Spielzeiten wurde er 71-mal eingesetzt und erzielte 18 Tore.
Im Frühjahr 1980 lotste der seinerzeitige VfB-Trainer Lothar Buchmann den Stürmer in die Bundesliga zum VfB Stuttgart, wo er einen Zwei-Jahres-Vertrag unterzeichnete. Anfang August 1980 erlitt der Juniorennationalspieler beim 3:2-Erfolg der Schwaben in einem Saisonvorbereitungsspiel gegen den FC Liverpool einen Schien- und Wadenbeinbruch, so dass er erst im Februar 1981 sein erstes Meisterschaftsspiel absolvierte. Insgesamt kam er in dieser Saison auf vier Partien; dabei schoss er kein Tor. Nach einer Saison wechselte Löw auf Leihbasis zum Erstligisten Eintracht Frankfurt, der mittlerweile von Buchmann trainiert wurde. In seinem ersten Spiel am ersten Spieltag erzielte er den Führungstreffer (Endstand 2:2) gegen den 1. FC Kaiserslautern. Insgesamt schoss er in 24 Bundesliga-Spielen fünf Tore, konnte sich in Frankfurt aber nicht durchsetzen.
Im Juni 1982 nahm Löw ein Angebot des Zweitligisten SC Freiburg an, sodass er nun wieder bei seinem ersten Profiverein spielte. Der SC Freiburg hatte mit Werner Olk gerade einen neuen Trainer eingestellt, der ebenso wie Löw zwei Spielzeiten in Freiburg tätig gewesen war. 1982/83 traf Löw achtmal und absolvierte alle 34 Spiele. Im zweiten Jahr spielte er die beste Saison seiner Karriere: Ihm gelangen in 31 Spielen 17 Tore in der Zweiten Bundesliga.
Nach dieser Saison wechselte Löw im Sommer 1984 zurück in die Bundesliga, wo er als Nachfolger des von Borussia Dortmund abgeworbenen Wolfgang Schüler vom badischen Nachbarn und mittlerweile von Olk trainierten Erstligaaufsteiger Karlsruher SC verpflichtet wurde. Abermals setzte er sich nicht in der höchsten Spielklasse durch, bei 24 Spieleinsätzen kam er oftmals als Einwechselspieler zum Zug und schoss zwei Tore im Verlauf der Spielzeit 1984/85. Obwohl sein vormaliger Fürsprecher Buchmann im März 1985 Olk als Cheftrainer beerbt hatte, trennten sich daher nach einem mit dem direkten KSC-Wiederabstieg einhergehenden Saisonende erneut die Wege. Löw kehrte abermals zum SC Freiburg zurück und spielte dort vier Jahre lang in der zweiten Liga: Von 1985 bis 1989 absolvierte er 116 Spiele und erzielte dabei 38 Treffer. In den ersten beiden Spielzeiten wurde er jeweils bei 37 Spielen eingesetzt, in denen er 12 beziehungsweise 17 Tore erzielte. Danach wurden seine Einsatzzeiten geringer und er schoss sieben beziehungsweise zwei Tore. Anschließend spielte Löw von 1989 bis 1992 in der Schweiz beim FC Schaffhausen und danach zwei Jahre beim Zweitligisten FC Winterthur. Unter Trainer Pierre-Albert Chapuisat schaffte er dabei in der Zweitligaabstiegsrunde der Schweizer Meisterschaft 1993/94 als Tabellenvierter auf den vom FC Gossau belegten Relegationsplatz den Klassenerhalt. Anschließend kam es zu einem großen Umbruch um Kader, bei dem Löw sowie sein Landsmann Axel Thoma zu den zehn Spielern gehörten, die den Klub verließen. Ab 1994 ließ er seine Karriere beim FC Frauenfeld ausklingen, wo er als Spielertrainer agierte.

## Bilanz als Spieler
In 52 Bundesligaspielen erzielte Löw sieben Tore, hinzu kamen 252 Einsätze und 81 Tore in der 2. Bundesliga, die er für den SC Freiburg schoss, ferner zwei Tore in 11 DFB-Pokalspielen für den SC Freiburg. Damit war er bis zum 18. Januar 2020, als Nils Petersen ihn überholte, dessen Rekordtorschütze. Außerdem kam der ehemalige Stürmer auf vier Einsätze bei der U-21-Nationalmannschaft.
Am 27. September 2010 wurde Löw zum sechsten Ehrenspielführer des SC Freiburg ernannt. Im Zuge der Berichterstattung um den ehemaligen Sportmediziner der Universität Freiburg, Armin Klümper, erklärte Löw am 21. März 2015, dass er als Patient bei Sportverletzungen in der Praxis des durch Doping bekannt gewordenen Klümper verkehrte. Löw bestritt, wissentlich gedopt zu haben.

## Karriere als Vereinstrainer

### Vereine in der Schweiz
Als Trainer betreute Löw 1994 in der Schweiz die D-Jugend des FC Winterthur, bei dem er zur gleichen Zeit als Spieler in der Nationalliga B angestellt war. Nach seinem Wechsel zum drittklassigen FC Frauenfeld wurde Löw im Jahre 1994 Spielertrainer.

### VfB Stuttgart
Während seiner Zeit als Spielertrainer in Frauenfeld begann Löw 1994 eine Ausbildung als Fußballtrainer. Diese Ausbildung schloss er zunächst nicht ab. Grund dafür war ein Angebot von Rolf Fringer, der 1995 neuer Trainer des VfB Stuttgart geworden war und Löw als Co-Trainer engagieren wollte und diesen Wunsch durchsetzte. Wie der kurz zuvor verpflichtete Fringer unterzeichnete er einen Zwei-Jahres-Vertrag beim schwäbischen Bundesligisten. Der Verein erreichte in der Saison 1995/96 mit Platz zehn nicht die erhoffte Teilnahme am UEFA-Pokal und Trainer Fringer nahm das Angebot an, Schweizer Nationaltrainer zu werden. Sein Nachfolger in Stuttgart wurde der Assistenztrainer Löw – zunächst nur interimistisch – am 14. August 1996, vier Tage vor Beginn der neuen Saison. Nach sechs ungeschlagenen Spielen in Folge zu Beginn der Saison 1996/97 wurde Löw vom damaligen VfB-Präsidenten Gerhard Mayer-Vorfelder am 21. September 1996 vom Interims- zum Cheftrainer befördert. Sein erstes Spiel als Cheftrainer verlor Löw gegen Fortuna Düsseldorf.
Mit dem so genannten Magischen Dreieck um Krassimir Balakow, Giovane Élber und Fredi Bobic erreichte der VfB Stuttgart mit Trainer Löw in der Bundesliga-Saison 1996/97 den vierten Platz, in der Hinrunde hatte man mehrheitlich die Tabellenführung inne, zuletzt am 14. Spieltag, und gewann durch einen 2:0-Sieg im Finale gegen Energie Cottbus den DFB-Pokal. Ein Jahr später stand der VfB im Finale des Europapokals der Pokalsieger, das er im Råsundastadion im schwedischen Solna mit 0:1 gegen den FC Chelsea verlor. Wie in der vorherigen Saison erreichte Löw mit dem VfB erneut den vierten Platz in der Bundesliga und damit die Qualifikation zum UEFA-Pokal. Nach dem Ende dieser Saison wurde Löw von Mayer-Vorfelder freigestellt und durch Winfried Schäfer ersetzt.

### Fenerbahçe Istanbul
Löw wechselte im Juni 1998 zur türkischen Fußballmannschaft Fenerbahçe Istanbul. Vermittelt wurde der Transfer durch Harun Arslan, der ihn auch gegenwärtig als Berater und Manager vertritt. Im November 1998 gewann er mit Fenerbahçe den Atatürk-Pokal gegen den Lokalrivalen Beşiktaş Istanbul. Er führte Fenerbahçe zur Herbstmeisterschaft. Daraufhin wurde mit Löw vorzeitig um ein weiteres Jahr verlängert, aber mit einer „speziellen Zusatzklausel“. Die Verlängerung würde erst gültig, wenn die Mannschaft am Saisonende die türkische Meisterschaft erlangt hätte. Im weiteren Verlauf der Rückrunde wurden seine Trainerplanungen von einer Verletzungsserie der Mannschaft gestört. Einige Stammspieler fielen unter anderem mehrere Wochen bzw. Monate mit zum Beispiel Fraktur(en) aus. Deshalb musste Löw unter anderem auf Fußballspieler aus der Jugendmannschaft zurückgreifen. Bis zum Saisonende fiel er mit der Mannschaft auf den dritten Platz zurück, somit endete das Engagement am 29. Mai 1999 nach einer Saison. Löw war in der Spielzeit neben Meistertrainer Fatih Terim von Galatasaray Istanbul der einzige Trainer, der nicht vorzeitig entlassen worden war.

### Karlsruher SC
Ab Herbst 1999 trainierte Löw den deutschen Zweitligisten Karlsruher SC. Nach elf Jahren Zugehörigkeit zur Bundesliga war der Verein 1998 zum wiederholten Mal abgestiegen. Mit dem Ziel des Wiederaufstiegs übernahm Löw am 25. Oktober 1999 den Trainerposten von Rainer Ulrich. Im Frühjahr 2000 erwarb Joachim Löw bei einem Sonderlehrgang des DFB an der Sportschule des Fußball-Verbands Mittelrhein in Hennef die Fußball-Lehrerlizenz.
Eigentlich war dieser Kurzlehrgang für besonders verdiente Nationalspieler gedacht gewesen – Pierre Littbarski, Jürgen Klinsmann oder Stefan Reuter gehörten dazu. Voraussetzung für eine Teilnahme waren mindestens 40 Einsätze im Trikot der deutschen Nationalmannschaft. Laut Gero Bisanz, der von 1971 bis 2000 Chefausbilder des DFB war, erhielt Löw, der zu diesem Zeitpunkt noch Trainer beim Karlsruher SC war und in seiner Karriere kein einziges Länderspiel für die A-Nationalmannschaft seines Heimatlandes absolviert hatte, eine Sondergenehmigung, weil er davor bereits in der Schweiz mit einer Ausbildung begonnen, diese jedoch nicht abgeschlossen hatte. Der langjährige Präsident des VfB Stuttgart Gerhard Mayer-Vorfelder hatte ihm die Teilnahme während der gemeinsamen Zeit in Stuttgart versprochen. Kurz nach Ende des fünfmonatigen Lehrgangs, der im Januar 2000 begonnen hatte und bei dem Löw, bei acht belegten Schwerpunktfächern, auf eine Gesamtnote von 1,5 kam, wurde Löw bei den Karlsruhern noch vor Saisonende freigestellt, nachdem die Mannschaft unter Löw nur eines von 18 Spielen hatte gewinnen können. Der Verein stieg daraufhin in die Regionalliga Süd ab.

### Adanaspor
Nach einem halben Jahr Pause wurde Löw am 20. Dezember 2000 beim abstiegsbedrohten türkischen Erstligisten Adanaspor eingestellt. Da der mit Löw erhoffte Aufwärtstrend sich nicht einstellte und der Verein eine sehr unruhige Zeit durchlebte, trat Löw nach dem 22. Spieltag als Trainer zurück. Die Mannschaft wurde von Löws Assistenten Kemal Yıldırım und von Ahmet Ziya Yüce weiter trainiert und stieg zum Saisonende als Tabellenletzter aus der Süper Lig ab.

### FC Tirol Innsbruck
Am 10. Oktober 2001 wurde Löw nach einem halben Jahr Arbeitslosigkeit vom FC Tirol Innsbruck als Trainer angestellt. Die erfolgreiche Arbeit seines Vorgängers Kurt Jara (Meister 2000 und 2001) setzte Löw fort. Obwohl die Spieler für sechs Monate kein Gehalt erhalten hatten, gewann er mit dem FC Tirol Innsbruck im Jahr 2002 den dritten Meistertitel in Folge. Im selben Jahr meldete der FC Tirol Konkurs an und löste sich nach Entzug der Bundesligalizenz auf. Damit war Löws Anstellung in Innsbruck am 18. Juni 2002 beendet.

### Austria Wien
Nach einem Jahr Auszeit wurde Löw am 4. Juni 2003 Trainer des FK Austria Wien.
Nach einer 0:2-Niederlage gegen Tabellenschlusslicht FC Kärnten wurde er im März 2004 beurlaubt, obwohl die Austria Tabellenführer war. Die Mannschaft wurde später mit einem Punkt Rückstand österreichischer Vizemeister der Saison 2003/04.

## Deutsche Nationalmannschaft

### Co-Trainer von Jürgen Klinsmann
Nach dem Ausscheiden in der Gruppenphase der Fußball-Europameisterschaft 2004 trat Rudi Völler als Teamchef der deutschen Nationalmannschaft zurück. Ab Juli 2004 bestand das Führungstrio der deutschen Nationalmannschaft aus Oliver Bierhoff als Teammanager, Jürgen Klinsmann als Bundestrainer und Joachim Löw als Co-Trainer. Klinsmann und Löw hatten an der Sportschule des Fußball-Verbands Mittelrhein in Hennef den Trainerlehrgang absolviert.
Beim Confederations Cup 2005 sowie bei der Weltmeisterschaft 2006 erreichte die Mannschaft den dritten Platz.

### Beförderung zum Bundestrainer

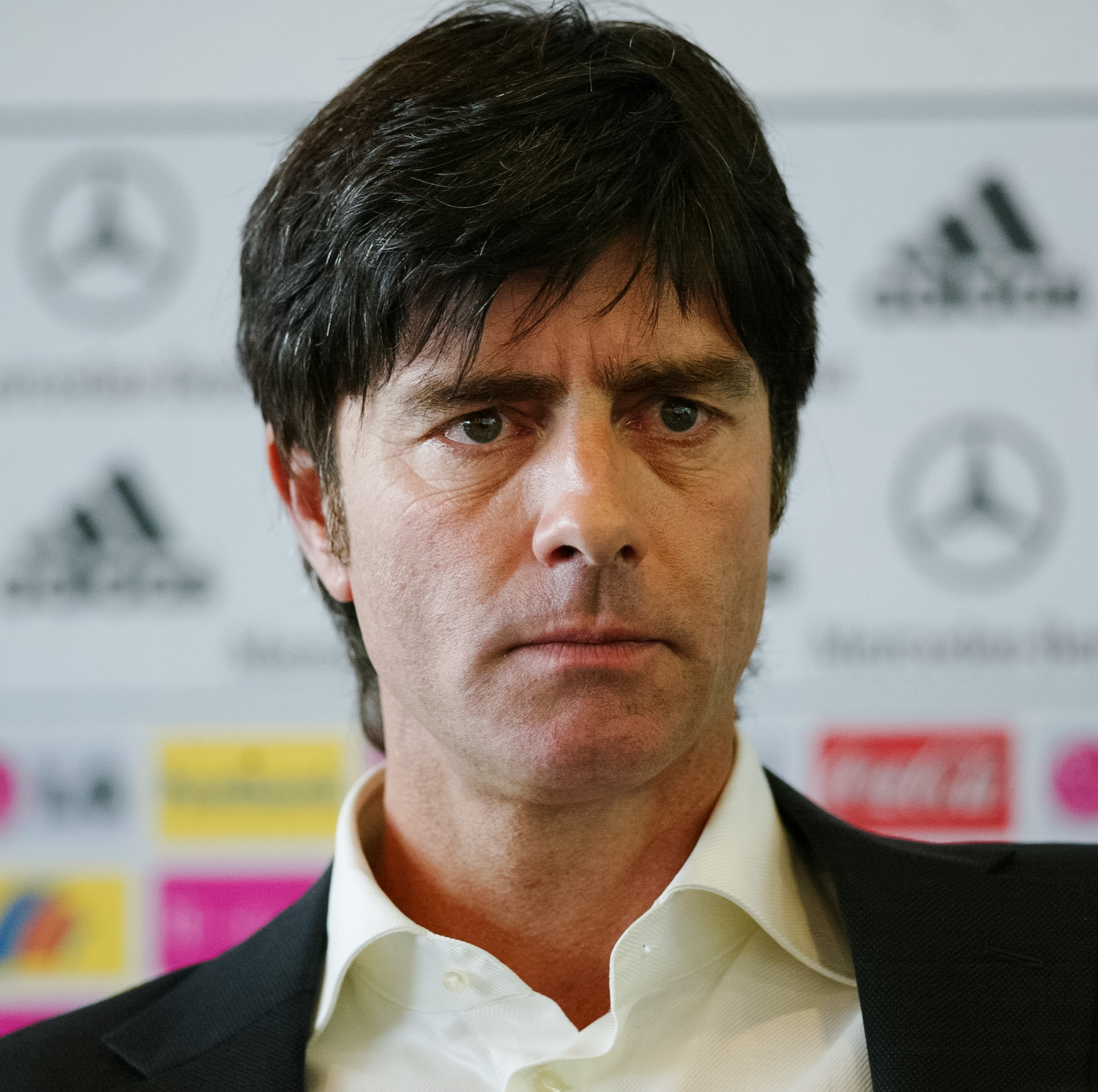
Löw bei einer Pressekonferenz im August 2006

Am 12. Juli 2006 wurde Löw als neuer Trainer der DFB-Auswahl vorgestellt. Dieser Platz wurde frei, nachdem Klinsmann sich entschieden hatte, seinen am 31. Juli 2006 auslaufenden Vertrag nicht zu verlängern. Löw erhielt zunächst einen Vertrag über zwei Jahre. Als sportliches Ziel nannte er den Gewinn der EM 2008 und erklärte seine Absicht, die von Klinsmann und ihm vertretene Linie in der sportlichen Leitung fortzuführen. Er ist der dritte Trainer der Nationalmannschaft (nach Otto Nerz und Erich Ribbeck), der kein A-Nationalspieler war.

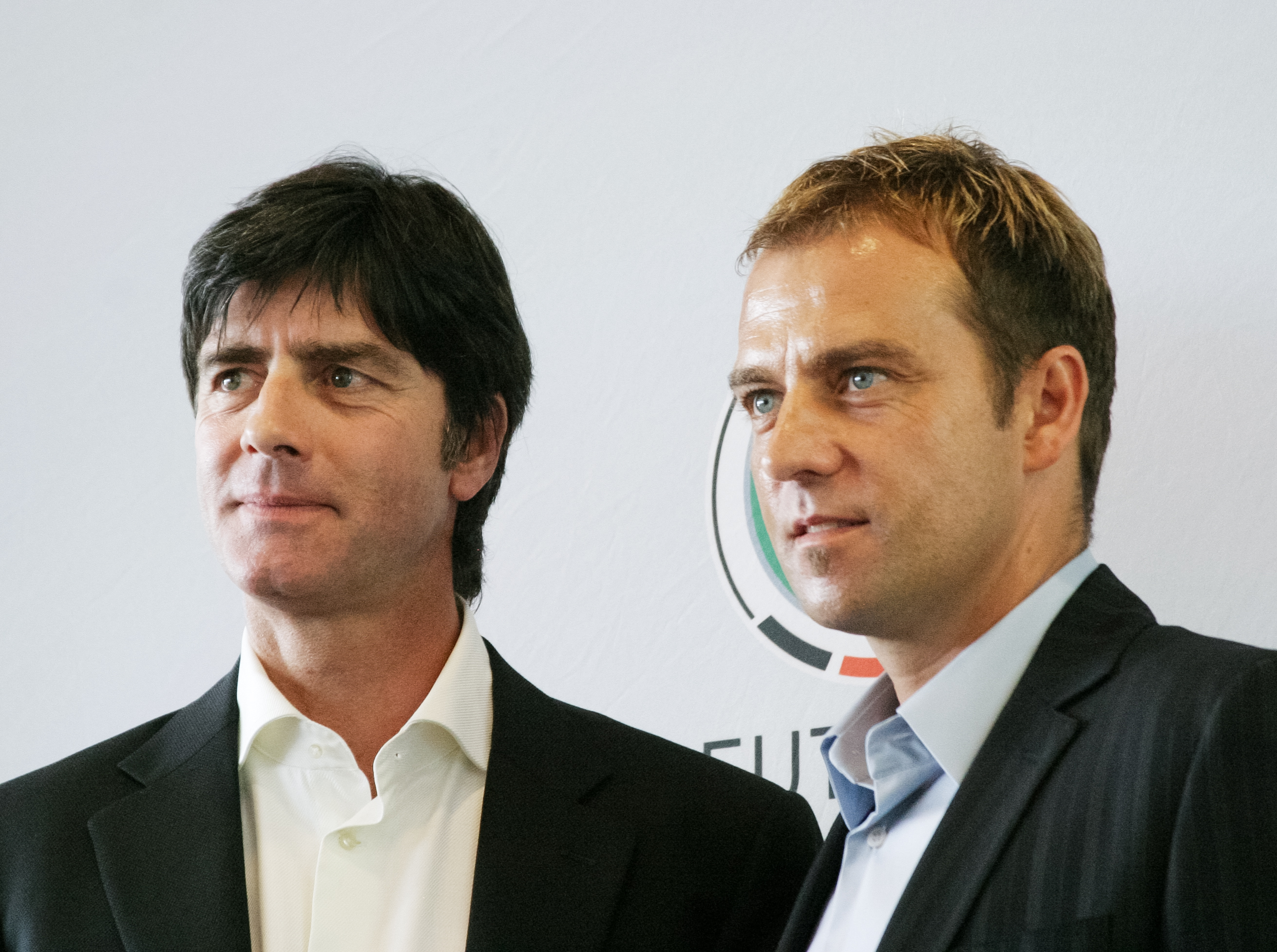
Löw (links) mit dem damaligen Co-Trainer Hansi Flick 2006

Sein Debüt gab er am 16. August 2006 mit einem 3:0 gegen Schweden. Auch die drei folgenden Spiele gewann die Nationalmannschaft ohne Gegentor, so dass er der erste Bundestrainer ist, der sein Amt mit vier Siegen ohne Gegentor begann. Das EM-Qualifikationsspiel gegen San Marino am 6. September 2006 gewann die Nationalmannschaft mit 13:0. Beim fünften Sieg im EM-Qualifikationsspiel in der Slowakei (4:1) kassierte die deutsche Mannschaft unter Löw erstmals ein Gegentor. Mit fünf Siegen zu Beginn war Löw der Bundestrainer mit dem erfolgreichsten Start. Dieser Rekord wurde allerdings von seinem Nachfolger Hansi Flick am 11. November 2021 überboten, als dieser mit einem 9:0 gegen Liechtenstein im vorletzten Spiel der WM-Qualifikation den sechsten Sieg in Folge nach Amtsantritt erringen konnte. Das sechste Spiel unter Löw gegen Zypern (1:1) am 15. November war das erste Spiel, in dem die von ihm geführte Mannschaft wenig überzeugte. Am 7. Februar 2007 folgte ein 3:1 im Freundschaftsspiel gegen die Schweiz, am 24. März ein 2:1-Sieg gegen die Tschechische Republik im Spitzenspiel der deutschen EURO-Qualifikation.
Die erste Niederlage für Löw als Bundestrainer gab es am 28. März 2007 in einem Testspiel gegen Dänemark mit 0:1. Er setzte dabei insgesamt sechs Debütanten ein, darunter mit Patrick Helmes (damals 1. FC Köln) auch einen Zweitligaspieler. Am 22. August 2007 gelang dem von vielen Verletzungen geschwächten Team Löws ein 2:1-Auswärtssieg gegen England, womit es die erste Mannschaft war, die England im neuen Wembley-Stadion besiegte.
Nach bereits vorzeitig feststehender EM-Qualifikation nach dem 0:0 in Irland verlor die ersatzgeschwächte deutsche Nationalmannschaft am 17. Oktober 2007 in der Münchener Allianz Arena nach einem schwachen Spiel 0:3 gegen die tschechische Fußballnationalmannschaft, die sich durch diesen Sieg ebenfalls vorzeitig für die Europameisterschaft 2008 in Österreich und der Schweiz qualifizierte. Es war Löws erste Pflichtspiel-Niederlage als Bundestrainer.

### Europameisterschaft 2008
Unter Löw erreichte die deutsche Mannschaft bei der Europameisterschaft 2008 nach zwölf Jahren erstmals wieder die K.-o.-Runde. Im letzten Vorrundenspiel der Gruppe B musste Deutschland mindestens ein Unentschieden gegen Gastgeber Österreich erreichen, das seinerseits einen Sieg brauchte, um sich für die folgende Runde zu qualifizieren. Das Spiel endete 1:0 für Deutschland.
Für die folgende Begegnung im Viertelfinale gegen Portugal wurde Löw von der Kontroll- und Disziplinar-Kommission der Europäischen Fußball-Union gesperrt, da er im Spiel gegen Österreich den 4. Offiziellen angeschrien haben soll. Deutschland gewann das Spiel mit 3:2, mit dem gleichen Ergebnis auch das Halbfinalspiel gegen die Türkei und traf im Finale auf Spanien. Dieses Spiel gewann Spanien mit 1:0 und wurde damit Europameister.

### Weltmeisterschaft 2010
In der Qualifikationsphase Ende 2008 verlor die Mannschaft in einem Testspiel gegen England mit 1:2. 2009 unterlag die deutsche Mannschaft in ihrem ersten Spiel des Jahres mit 0:1 gegen Norwegen. Im Verlauf einer umstrittenen Asienreise der Nationalmannschaft im unmittelbaren Anschluss an das Ende der Bundesligasaison Ende Mai erzielte das Team von Löw ein 1:1 gegen China und ein 7:2 gegen die Vereinigten Arabischen Emirate. Die vier Spiele zu Beginn der Saison 2009/10 wurden ohne Gegentor gewonnen, u. a. zweimal gegen den von Berti Vogts trainierten WM-Qualifikationsgegner Aserbaidschan und den stärksten Konkurrenten Russland. Mit dem abschließenden 1:1 gegen Finnland wurde die Qualifikation für die Fußball-Weltmeisterschaft 2010 als Gruppensieger beendet.
Trotz des Ausfalls von Mannschaftskapitän Michael Ballack und einiger anderer wichtiger Spieler, die verletzungsbedingt absagen mussten, nominierte Löw für die Weltmeisterschaft 2010 in Südafrika verdiente Spieler mit Turniererfahrung wie Torsten Frings, Thomas Hitzlsperger oder auch Kevin Kurányi nicht. Stattdessen setzte er überwiegend auf junge Spieler, die wenig bis gar keine A-Länderspielerfahrung hatten: So bestritten Torwart Manuel Neuer und Ballack-Ersatz Sami Khedira bis zur Nominierung im Mai 2010 erst drei Länderspiele, Thomas Müller eins, Holger Badstuber gar keines. Mit einem Durchschnittsalter von unter 25 Jahren hatte Löw den jüngsten deutschen WM-Kader seit der Weltmeisterschaft von 1934 zusammengestellt. Vier Spieler des Kaders hatten zuvor 2009 die U-21-Europameisterschaft gewonnen. Letztlich legte er mit dieser überraschenden Zusammenstellung den Grundstein für eine deutsche Mannschaft, die in den folgenden Jahren sehr viel stärker auftrat als in den Jahren zuvor.
Nach der auf dem ersten Platz beendeten Gruppenphase der Weltmeisterschaft in Südafrika gelang im Achtelfinale ein 4:1-Sieg über das englische Team sowie im Viertelfinale ein 4:0 über Argentinien. Beides sind die höchsten bisher erzielten Siege einer deutschen Mannschaft gegen diese Mannschaften. Im Halbfinale musste sich die junge Mannschaft gegen die erfahrenen Spanier zwar knapp, aber beinahe chancenlos mit 0:1 geschlagen geben. Die deutsche Mannschaft war lediglich zu zwei Torchancen gekommen. Das anschließende Spiel um den dritten Platz wurde mit 3:2 gegen Uruguay gewonnen.
Nach der WM, im Oktober 2010, wurde Löw für seine Leistungen mit dem Bundesverdienstkreuz am Bande ausgezeichnet. Am 10. November 2010 erhielt er den Bambi in der Kategorie „Ehrenpreis der Jury“, die Laudatio hielt Mesut Özil.

### Europameisterschaft 2012
Bei der Europameisterschaft 2012 befand sich die deutsche Mannschaft in einer „Todesgruppe“ mit Vizeweltmeister Niederlande, Portugal und Dänemark, die ebenso wie Deutschland vor Turnierbeginn in den Top Ten der FIFA-Weltrangliste platziert waren. Deutschland gewann alle drei Gruppenspiele, was zuvor keiner deutschen Mannschaft bei einer EM-Vorrunde gelungen war. Im Viertelfinale stellte die Mannschaft beim 4:2 gegen Griechenland mit dem 15. Pflichtspielsieg in Folge einen neuen Weltrekord auf. Im Halbfinale verlor die Mannschaft mit 1:2 gegen Italien. In verschiedenen deutschen Medien und auch von diversen deutschen Ex-Spielern wurde Löw eine bedeutende Mitschuld am Ausscheiden attestiert. Kicker-Chefreporter Karlheinz Wild befand: „Löw, der zuvor noch gepredigt hatte, seine Mannschaft wolle wie immer, so auch in dieser Vorschlussrunde ihr Spiel durchsetzen, stellte sich und die Seinen jedoch extrem auf diesen äußerst guten, spielstarken und cleveren Gegner ein. Seine Aufstellung richtete er über die Maßen an Personal und Spielweise der Azzurri aus, er veränderte seine Elf personell und taktisch gravierend – und verzockte sich dabei.“

### Weltmeisterschaft 2014

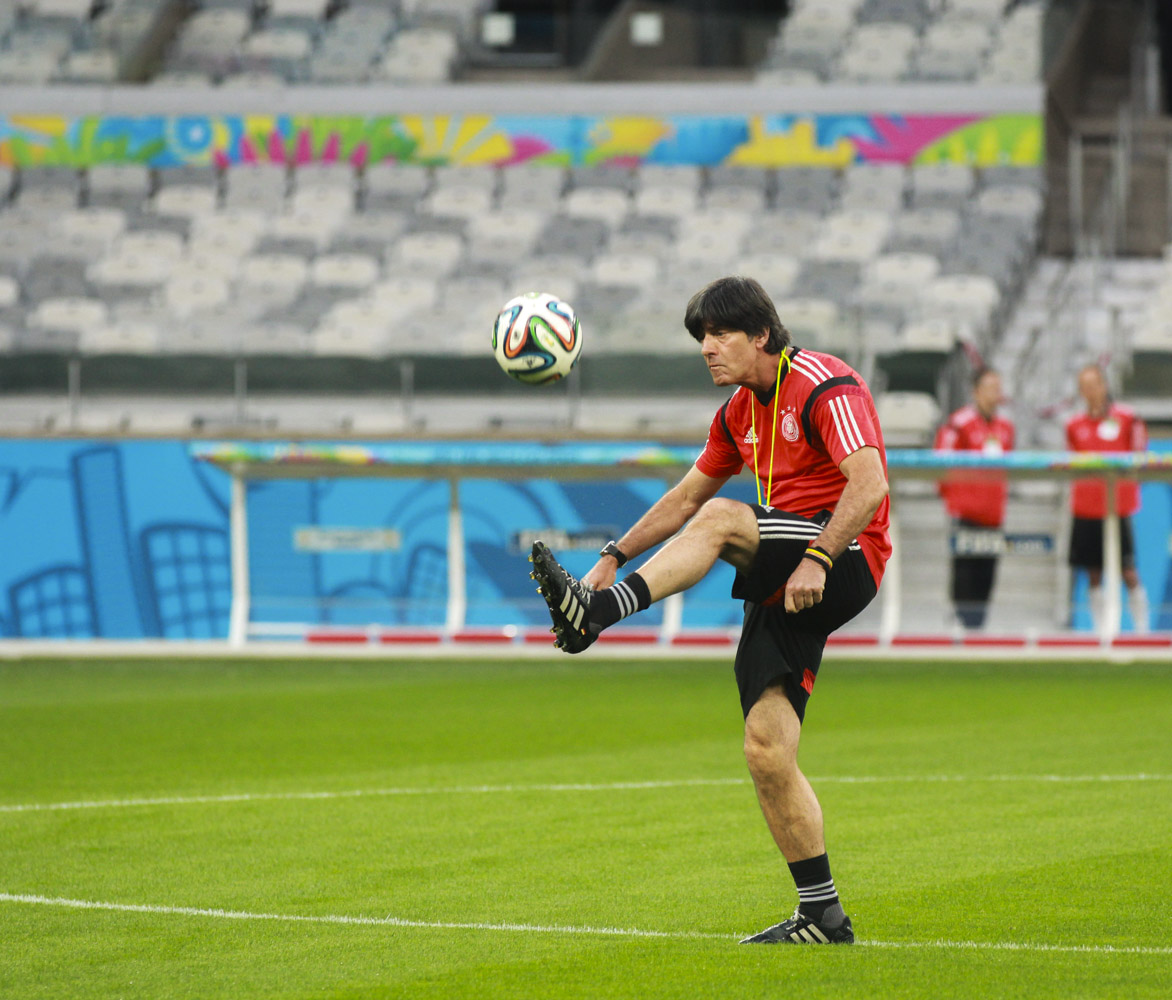
Joachim Löw beim Training vor dem Halbfinale gegen Brasilien bei der Weltmeisterschaft 2014

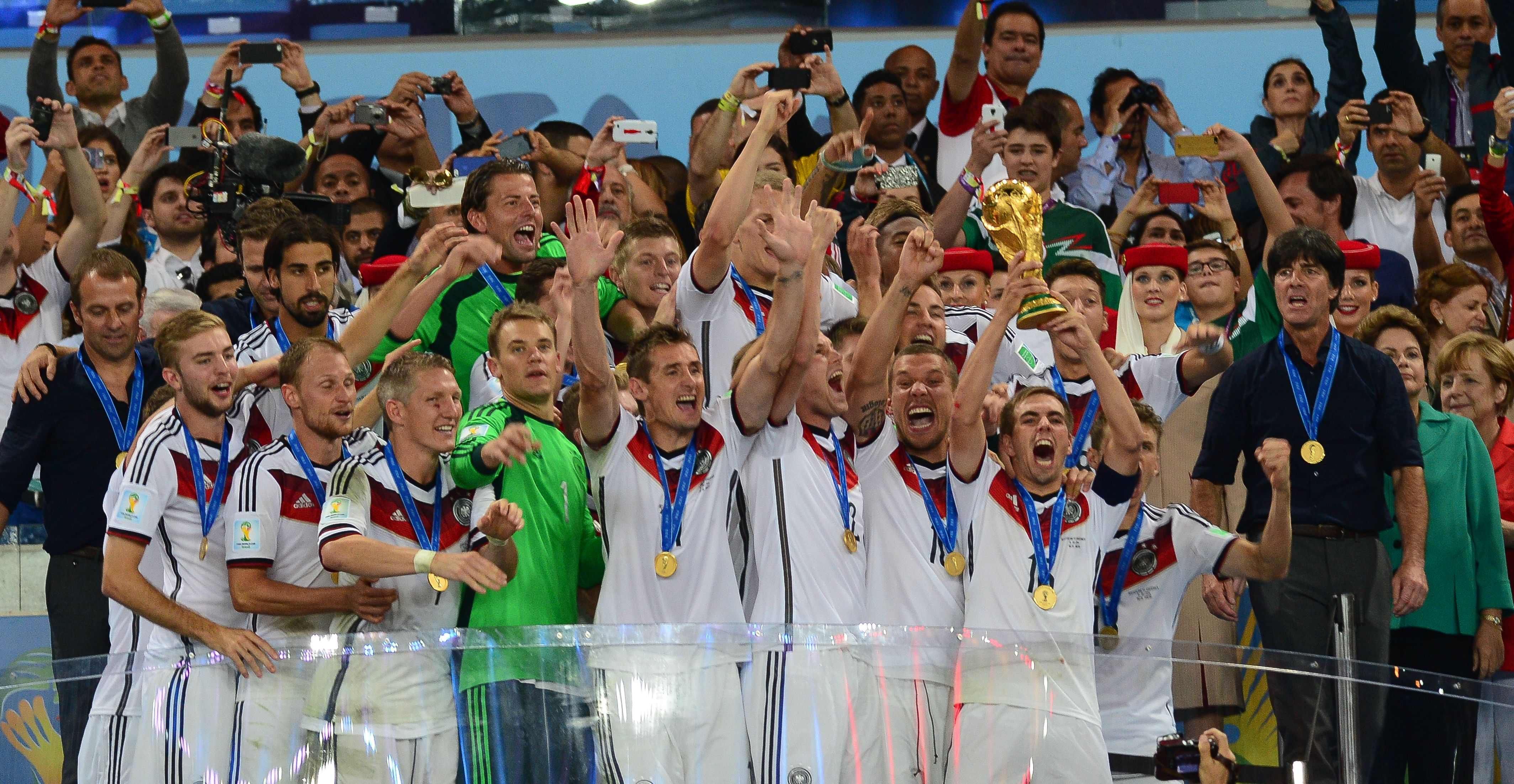
Joachim Löw (rechts) während der Übergabe des WM-Pokals

In der Qualifikation für die Weltmeisterschaft 2014 erzielte die deutsche Mannschaft unter Löw neun Siege und ein Remis und hatte am vorletzten Spieltag die Teilnahme an der WM gesichert. Dabei erzielte die Mannschaft die meisten Tore aller europäischen Mannschaften, allerdings musste sie auch die meisten Gegentore aller direkt qualifizierten europäischen Mannschaften hinnehmen, hauptsächlich sieben Tore in zwei Spielen gegen den Zweitplatzierten Schweden.
Die Vorbereitung zur Endrunde der WM war von einigen Verletzungen wichtiger Stammspieler, u. a. Khedira, Lahm, Neuer, Schweinsteiger und Reus, der durch eine Verletzung im letzten Testspiel ganz ausfiel, sowie von einem Verkehrsunfall mit zwei verletzten Zuschauern während des Trainingslagers im Südtiroler Passeiertal geprägt.
Die Gruppenphase wurde mit Siegen über Portugal und USA sowie einem Remis gegen Ghana als Gruppensieger abgeschlossen. Im letzten Gruppenspiel traf Löw auf seinen Kollegen und Vorgänger Jürgen Klinsmann, der die US-amerikanische Mannschaft trainierte. Über das Achtelfinale gegen Algerien, das erst in der Verlängerung mit 2:1 bezwungen wurde, erreichte Löws Mannschaft das Viertelfinale mit dem Gegner Frankreich und konnte sich hier mit 1:0 durchsetzen. Löw nahm in diesem Spiel einige taktische Veränderungen vor, insbesondere kehrte Philipp Lahm auf die Position des rechten Außenverteidigers zurück, was zuvor in der öffentlichen Diskussion gefordert worden war. Standardsituationen, insbesondere Ecken und Freistöße, die früher in Training und Spielgestaltung kaum eine Rolle spielten, wurden aufgewertet und trugen bei dieser WM mehrfach zu Entscheidungen zugunsten der deutschen Mannschaft bei. Letzteres wird vor allem der Beratung und dem Einfluss des DFB-Spielbeobachters Urs Siegenthaler und des scheidenden Assistenztrainers Hansi Flick zugeschrieben. Die deutsche Mannschaft gewann das Halbfinale gegen Brasilien mit 7:1 und wurde nach einem 1:0 nach Verlängerung im Finale gegen Argentinien Weltmeister.

### Europameisterschaft 2016
In der Qualifikationsrunde traf Deutschland auf die Gruppengegner Georgien, Gibraltar, Schottland, Polen und Irland und setzte sich im Oktober 2015 im letzten Spiel gegen Georgien als Gruppenerster durch.
Neuer Trainerassistent von Joachim Löw war ab Oktober 2014 Thomas Schneider, Marcus Sorg ab März 2016 sein zweiter Assistent.
Als neuen Kapitän der Nationalmannschaft ernannte Löw Bastian Schweinsteiger.
Bei der Fußball-Europameisterschaft 2016 traf Deutschland in der Gruppenphase auf die Ukraine, Polen und Nordirland. Mit zwei Siegen und einem Unentschieden (gegen Polen) zog Deutschland ins Achtelfinale ein, in dem es die Slowakei besiegte. Im Viertelfinale bezwang die deutsche Mannschaft nach einem Unentschieden durch Elfmeterschießen erstmals Italien in einem Pflichtspiel und traf im Halbfinale auf Gastgeber Frankreich. Dieses Spiel verlor sie mit 0:2. Auch bei seiner dritten EM drang Löw zumindest bis in die Runde der besten Vier vor, womit er insgesamt 17 EM-Spiele als Trainer bestritt, mehr als jeder andere Coach. Auch seine insgesamt fünf Halbfinalteilnahmen bei Welt- und Europameisterschaften stellen einen Rekord dar.

### Confed Cup 2017
Als Weltmeister 2014 war Deutschland für den Confed Cup 2017 qualifiziert. Löw verzichtete für das Turnier auf einen Großteil der Stammspieler und nominierte ein „Perspektivteam“ mit Julian Draxler als Kapitän, der als einziger Spieler vor dem Turnier bereits 30 Länderspiele bestritten hatte. Zudem wurde auf eine intensive Vorbereitung verzichtet, wobei das Freundschaftsspiel gegen Dänemark und das WM-Qualifikationsspiel gegen San Marino zur Einspielung genutzt wurden.
In der Gruppenphase traf Deutschland auf Australien, Chile und Kamerun. Mit zwei Siegen, darunter der 100. Sieg im 150. Länderspiel unter Bundestrainer Löw, und einem Unentschieden (gegen Chile) zog Deutschland in das Halbfinale gegen Mexiko ein. Nach einem 4:1-Sieg gegen Mexiko stand Deutschland im Finale und traf dort erneut auf Gruppengegner Chile, der sich in seinem Halbfinale gegen Europameister Portugal nach 120 torlosen Minuten im Elfmeterschießen durchgesetzt hatte. Das Finale gewann Deutschland nach einem Treffer von Lars Stindl in der 20. Minute mit 1:0.

### Weltmeisterschaft 2018
Nach einer erfolgreichen Qualifikation, in der alle zehn Spiele gewonnen wurden, schied das DFB-Team bei der WM 2018 in Russland erstmals in seiner Geschichte bereits in der Vorrunde einer Weltmeisterschaft aus. Dem gingen eine 0:1-Auftaktniederlage gegen Mexiko, ein 2:1-Sieg gegen Schweden sowie eine 0:2-Niederlage gegen Südkorea voraus.
Im Zuge der Aufarbeitung des Ausscheidens aus der WM kam es auch mit ca. 110 Minuten zur längsten Pressekonferenz der DFB-Geschichte, bei der sich Joachim Löw und Nationalmannschaftsmanager Oliver Bierhoff den Fragen der Journalisten stellten. Dort erklärte Löw, dass die Fehler, die er bei der WM gemacht habe, „fast schon arrogant“ gewesen seien. Er habe alles „perfektionieren“ und „auf die Spitze treiben“ wollen.

### UEFA Nations League 2018/19
Nach dem Debakel bei der Weltmeisterschaft 2018 folgte in der von September bis November 2018 ausgespielten Gruppenphase der UEFA Nations League eine weitere Enttäuschung: Deutschland wäre mit zwei Unentschieden und zwei Niederlagen in Spielen gegen Frankreich und die Niederlande als Gruppenletzter in die Liga B abgestiegen und konnte die Klasse nur durch Aufstockung der Liga A nachträglich halten.
Am 8. Juni 2019 nahm Löw krankheitsbedingt nicht am EM-Qualifikationsspiel in Belarus teil. Es war das erste Mal seit 45 Jahren, dass ein Cheftrainer ein Spiel der deutschen Nationalelf verpasste.

### UEFA Nations League 2020/21
In der Neuauflage der UEFA Nations League 2020/21 wurde Deutschland in die Gruppe A4 mit Spanien, der Schweiz und der Ukraine gelost. Während man die ersten beiden Spiele gegen Spanien und die Schweiz jeweils mit 1:1 bestritt, folgte gegen die Ukraine am 10. Oktober 2020 mit 2:1 der erste Sieg überhaupt für die deutsche Nationalmannschaft in der UEFA Nations League. Im letzten Spiel der Nations League gegen Spanien am 17. November 2020, musste die Nationalmannschaft beim äußerst schwachen 0:6 die einzige Niederlage der UNL-Saison und zugleich die höchste Niederlage im 189. Länderspiel unter Löw sowie die höchste Niederlage seit 1931 hinnehmen. Außerdem war es die höchste Niederlage einer DFB-Auswahl in einem Pflichtspiel.

### Europameisterschaft 2021
Löw holte für die EM Mats Hummels und Thomas Müller, die er im März 2019 aussortiert hatte, zurück in sein Aufgebot. Die deutsche Mannschaft, die stets in einem 3-4-3-System agierte, traf in der Gruppenphase auf Frankreich, Portugal und Ungarn. Nach einer Auftaktniederlage gegen die Franzosen und einem Sieg gegen Portugal kam man durch ein 2:2 gegen Ungarn, bei dem der Ausgleich nach zweimaligem Rückstand erst in der 84. Spielminute fiel und eine Niederlage das Vorrunden-Aus bedeutet hätte, ins Achtelfinale. Dort scheiterte die DFB-Elf im Wembley-Stadion an England. Da Löw wenige Monate vor der EM seinen Rücktritt nach dem Turnier angekündigt hatte, endete seine 15-jährige Amtszeit mit insgesamt 198 Spielen nach dem Achtelfinalspiel gegen England.
Am 11. November 2021 wurde Löw offiziell mit einer Feier beim WM-Qualifikationsspiel gegen Liechtenstein verabschiedet. Viele ehemalige Spieler wie Miroslav Klose kamen zur Verabschiedung in Wolfsburg.

### Vertragsverhandlungen und Gehalt
Seit 2006 erfolgten die Vertragsabschlüsse zwischen Löw und seinem Team sowie dem DFB in zweijährlichen Intervallen, jeweils bis zum Ende der EM- bzw. WM-Turniere. Irritationen gab es 2010. Am 16. Dezember 2009 gab der DFB durch den damaligen Präsidenten Theo Zwanziger bekannt, dass der Vertrag von Löw als Bundestrainer per Handschlag bis nach der Europameisterschaft 2012 verlängert worden sei. Im Februar 2010 erklärte Löw jedoch schriftlich, dass es einen solchen Handschlagvertrag nicht gegeben habe. Hintergrund war ein Treffen von Löw, Bierhoff und Zwanziger in Frankfurt, bei dem die Verlängerung des Vertrags besprochen werden sollte. Die angestrebte Vertragsverlängerung wurde auf Eis gelegt und neue Verhandlungen für die Zeit nach der anstehenden Weltmeisterschaft angekündigt. Zwanziger sprach von „wichtigen inhaltlichen Differenzen“ zwischen Löw, Teammanager Oliver Bierhoff und dem Präsidium.
Angeblich hätten Löw und Bierhoff für die Vertragsverlängerung u. a. ein Handgeld in Höhe eines Jahresgehalts verlangt. Zudem habe Bierhoff ein Vetorecht bei der Bundestrainerfrage gefordert. Löw war über die Verhandlungsführung und die von ihm vermutete Indiskretion seitens des DFB verärgert. So seien Themen an die Öffentlichkeit gelangt, die intern besprochen worden seien. Sein Gehalt wurde auf 2,7 Millionen bis 4 Millionen Euro geschätzt. Dazu hat Löw drei lukrative Werbeverträge (Nivea, TUI und Deutsche Vermögensberatung).
Vor der WM 2018 hatte Löw seinen bis 2020 laufenden Vertrag vorzeitig bis zur Weltmeisterschaft 2022 in Katar verlängert. Nach dem Vorrunden-Aus bei der WM 2018 erbat sich Löw Bedenkzeit, um zu klären, ob er seine Tätigkeit als Bundestrainer fortsetzen oder zurücktreten wolle. Das DFB-Präsidium sprach ihm nach einer Telefonkonferenz einstimmig das Vertrauen aus. Am 3. Juli 2018 wurde vom DFB bekanntgegeben, dass Löw weiter als Bundestrainer arbeiten werde. Anfang März 2021 gab Löw seine Absicht bekannt, nach der Europameisterschaft 2021 zurücktreten zu wollen.

## Titel und Auszeichnungen

### Als Nationaltrainer
- Weltmeister: 2014
- Confed-Cup-Sieger: 2017

### Als Vereinstrainer
Deutschland
- Pokalsieger: 1997 (VfB Stuttgart)

Österreich
- Meister: 2002 (FC Tirol Innsbruck)
- Supercupsieger: 2003 (FK Austria Wien)

### Auszeichnungen
- Bundesverdienstkreuz am Bande: 2010[61]
- Silbernes Lorbeerblatt: 2010, 2014
- Fußballtrainer des Jahres: 2014
- FIFA-Welttrainer des Jahres: 2014[62]
- Welt-Nationaltrainer (IFFHS): 2014[63], 2017
- Mann des Jahres im deutschen Fußball: 2011, 2014
- Deutscher Medienpreis: 2014
- Sport Bild Award: 2015
- Legende des Sports: 2016[64]
- Bambi: 2016 in der Kategorie Integration
- Jubiläumspreis des Landessportverbands Baden-Württemberg: 2022[65]
- Walther-Bensemann-Preis: 2022[66]

Am 17. Oktober 2014 wurde die Heimspielstätte des FC Schönau 08, in seinem Heimatort Schönau im Schwarzwald, von Buchenbrandstadion in Jogi-Löw-Stadion umbenannt. Zudem ernannte ihn sein Heimatort als sechsten Einwohner der Geschichte zum Ehrenbürger.

## Kritik
In der Affäre um den Rücktritt von Mesut Özil aus der Nationalmannschaft hielt sich Löw 2018 bedeckt. In dieser Sache wurde ihm ein Interessenkonflikt und Befangenheit vorgeworfen. Sein persönlicher Berater Harun Arslan, der ihm die Trainerstelle bei Fenerbahçe Istanbul vermittelt hatte, ist gleichzeitig auch der Berater von Mesut Özil und İlkay Gündoğan.
In der Debatte um die Ausbootung von drei Stammspielern der Weltmeistermannschaft von 2014, Thomas Müller, Jérôme Boateng und Mats Hummels, aus der Nationalmannschaft im März 2019 wurde Löw vielfach für den Zeitpunkt, die Endgültigkeit und die Art und Weise der Bekanntgabe der Entscheidung kritisiert, unter anderem von Thomas Müller selbst, DFB-Präsident Reinhard Grindel, den Bayern-Funktionären Karl-Heinz Rummenigge und Hasan Salihamidžić sowie den Ex-Nationalspielern Lothar Matthäus, Stefan Effenberg und Didi Hamann.

## Privatleben
1986 heiratete er seine Partnerin Daniela, mit der er seit 1977 liiert war. Das Paar hat keine Kinder. Im August 2016 wurde die Trennung Löws von seiner Frau bekannt, eine Scheidung sei nicht geplant. Von 2007 bis 2016 lebte Löw in Wittnau bei Freiburg.
Joachim Löws jüngerer Bruder Markus Löw ist ebenfalls ein ehemaliger Profifußballer.

## Engagement
- Stiftung Jugendfußball: Seit 2000 ist Löw Vizepräsident der Stiftung, die ein Internetportal für junge Fußballfans betreibt sowie streetfootballworld, ein globales Netzwerk von sozialen Fußballprojekten unterstützt. Im Präsidium und Kuratorium der Stiftung sind weitere Nationalspieler vertreten wie Jürgen Klinsmann, Andreas Köpke, Jens Lehmann, Christoph Metzelder und Pierre Littbarski.
- Mercedes-Benz Junior Cup: Seit 2006 ist Löw Stammgast eines der wichtigsten Turniere für den Profi-Nachwuchs und lost hier regelmäßig zusammen mit Schirmherr Oliver Bierhoff die Gruppen aus.[84]
- Wir helfen Afrika: Löw unterstützte das Sozialprojekt zur Fußball-WM 2010 in Südafrika.
- Plan International: Seit 2010 unterstützt Joachim Löw das Kinderhilfswerk. Er hat zwei Patenkinder in Ghana, einen Jungen und ein Mädchen. Gemeinsam mit Nivea und Plan unterstützt er ein Sport- und Bildungsprojekt in Ruanda. Darüber hinaus engagiert er sich für Mädchenfußball-Projekte.[85]
- Politik: Am 12. Februar 2017 war Löw Mitglied der 16. Bundesversammlung zur Wahl des Bundespräsidenten als Vertreter des Landtags von Baden-Württemberg für die Partei Bündnis 90/Die Grünen.[86]